# Zelmotor
Zelmotor — польский производитель бытовой техники с 2020 года; ранее Zakład Produkcji Silników Zelmer SA; с 2010 по 2013 год входил в состав Zelmer Capital Group, с 2010 по 2019 год — производитель электродвигателей и компонентов для бытовой техники бренда Zelmer.
Компания была основана в январе 2010 г. в результате реструктуризации Zelmer на базе завода по производству двигателей. Zelmotor был основным производителем двигателей для техники Zelmer. После 2016 года, когда компания BSH Hausgeräte GmbH приобрела бренд Zelmer, Zelmotor стал поставщиком BSH.
В 2019 году бренд Zelmer был куплен испанской компанией B&B Trends, заказы на двигатели прекратились, а Zelmotor начал самостоятельное производство мелкой бытовой техники.
Первая малогабаритная бытовая техника под брендом Zelmotor появилась на рынке в начале 2020 года. После реструктуризации компании Zelmotor продолжает производство электродвигателей для польских и зарубежных заказчиков и является самостоятельным производителем готовой бытовой техники. Производственные предприятия расположены в Жешуве и Ярославе. Компания выпускает измельчители, слайсеры, слайсеры, сушилки для продуктов, миксеры, очистители воздуха, а также электродвигатели малой и средней мощности и компоненты для бытовых приборов, в частности для пылесосов.
С 2021 года в Пуньцуве под Цешином действует Силезское отделение Zelmotor, где производятся шестерни, валы, электродвигатели, используемые в профессиональных электроинструментах.
В Zelmotor работает более 200 сотрудников на трёх производственных предприятиях.